# She Got Me
"She Got Me" er en sang indspillet af den schweiziske sanger Luca Hänni. Det blev frigivet til digital download som single den 8. marts 2019. "She Got Me" skal repræsentere Schweiz i Eurovision Song Contest 2019 i Tel Aviv.

## Spor
| 1. | "She Got Me"                | 3:01 |
| 2. | "She Got Me" (instrumental) | 3:02 |